# Zwariowane zwierzaki
Zwariowane zwierzaki (ang. Wildlife, 1999) – brytyjsko-niemiecki komediowy serial animowany, którego bohaterami są tytułowe zwariowane zwierzaki.

## Fabuła
Serial opowiada o codziennym życiu zwierząt, żyjących pod wodą, na lądzie, w lesie, na pustyniach lub u szczytu wzgórz.

## Postacie
- Lisy
- Nosorożce
- Świnie
- Króliki
- Niedźwiedzie
- Żyrafy
- Gawrony
- Rekiny
- Słonie
- Aligatory
- Wielbłądy
- Strusie
- Wilki
- Sępy
- Mrówki
- Pszczoły

## Spis odcinków
| N/o            | Polski tytuł                    | Angielski tytuł                    |
| -------------- | ------------------------------- | ---------------------------------- |
|                |                                 |                                    |
| SERIA PIERWSZA |                                 |                                    |
|                |                                 |                                    |
| 01             |                                 | The Squirrel                       |
| 01             | The Bear and His Favourite Tree |                                    |
|                |                                 |                                    |
| 02             |                                 | The Insects                        |
| 02             | The Shy Shrimp                  |                                    |
|                |                                 |                                    |
| 03             |                                 | The Vultures                       |
| 03             | The Gnu and Other Gnus          |                                    |
|                |                                 |                                    |
| 04             |                                 | The Camel and the Snow             |
| 04             | The Owl                         |                                    |
|                |                                 |                                    |
| 05             |                                 | The Bad-Tempered Stone             |
| 05             | The Flying Trees                |                                    |
|                |                                 |                                    |
| 06             |                                 | The Reindeer and the Tree          |
| 06             | Penguins                        |                                    |
|                |                                 |                                    |
| 07             |                                 | The Goliath Beetle                 |
| 07             | The Wind Dogs                   |                                    |
|                |                                 |                                    |
| 08             |                                 | The Night                          |
| 08             | The Frog Who Was Afraid         |                                    |
|                |                                 |                                    |
| 09             |                                 | The Morning Beetle                 |
| 09             | The Navigator Bird              |                                    |
|                |                                 |                                    |
| 10             |                                 | The Lazy Bees                      |
| 10             | The Toads                       |                                    |
|                |                                 |                                    |
| 11             |                                 | The Early Bird                     |
| 11             | The Thirsty Hippo               |                                    |
|                |                                 |                                    |
| 12             |                                 | Why the Music of Ants Never Ends   |
| 12             | The Blue Crocodile              |                                    |
|                |                                 |                                    |
| 13             |                                 | Can't Stop a Rhino                 |
| 13             | The Moon Dog                    |                                    |
|                |                                 |                                    |
| 14             |                                 | The Star Giraffe                   |
| 14             | The Yodelling Stone             |                                    |
|                |                                 |                                    |
| 15             |                                 | Fishy Fish                         |
| 15             | The Tree That Walked Away       |                                    |
|                |                                 |                                    |
| 16             |                                 | The Shark and the Skinny Fish      |
| 16             | Snakes                          |                                    |
|                |                                 |                                    |
| 17             |                                 | Warthogs in Water                  |
| 17             | Starfish                        |                                    |
|                |                                 |                                    |
| 18             |                                 | The Cactus and the Scorpion        |
| 18             | Porcupines                      |                                    |
|                |                                 |                                    |
| 19             |                                 | Flytrap Flowers                    |
| 19             | The Light Bugs                  |                                    |
|                |                                 |                                    |
| 20             |                                 | The Running Clouds                 |
| 20             | The Shadowbird                  |                                    |
|                |                                 |                                    |
| 21             |                                 | The Whistling Moon                 |
| 21             | The Antelope                    |                                    |
|                |                                 |                                    |
| 22             |                                 | The Otter                          |
| 22             | The Monkey Tree                 |                                    |
|                |                                 |                                    |
| 23             |                                 | The Lightfish                      |
| 23             | Buffalos                        |                                    |
|                |                                 |                                    |
| 24             |                                 | Dancing Mushrooms                  |
| 24             | The Cold Crocodile              |                                    |
|                |                                 |                                    |
| 25             |                                 | The Elephant                       |
| 25             | The Beetle in the Snow          |                                    |
|                |                                 |                                    |
| 26             |                                 | Herb the Walrus                    |
| 26             | The Cow With Roots              |                                    |
|                |                                 |                                    |
| 27             |                                 | The Tiger in the Rain              |
| 27             | The Crows                       |                                    |
|                |                                 |                                    |
| 28             |                                 | The Little Little Spider           |
| 28             | The Luminous Rabbit             |                                    |
|                |                                 |                                    |
| 29             |                                 | Two Storks and a Penguin Egg       |
| 29             | The Lazy Lizard                 |                                    |
|                |                                 |                                    |
| 30             |                                 | The Hen                            |
| 30             | The Pigs and the Lion           |                                    |
|                |                                 |                                    |
| 31             |                                 | Cacti                              |
| 31             | The Snowcamel                   |                                    |
|                |                                 |                                    |
| 32             |                                 | The Octopus                        |
| 32             | The Wolves                      |                                    |
|                |                                 |                                    |
| 33             |                                 | The Condor                         |
| 33             | The Badger's Tunnel             |                                    |
|                |                                 |                                    |
| 34             |                                 | Valley of the Echoes               |
| 34             | The Flying Fish                 |                                    |
|                |                                 |                                    |
| 35             |                                 | The Badger                         |
| 35             | The Whale                       |                                    |
|                |                                 |                                    |
| 36             |                                 | The Walking Fish                   |
| 36             | The Mountain                    |                                    |
|                |                                 |                                    |
| 37             |                                 | The Raindeers                      |
| 37             | The Whale and the Lightfish     |                                    |
|                |                                 |                                    |
| 38             |                                 | The Early Worm                     |
| 38             | The Sad Mouse                   |                                    |
|                |                                 |                                    |
| 39             |                                 | The Little Rock and the Big Rock   |
| 39             | The Flying Turtles              |                                    |
|                |                                 |                                    |
| 40             |                                 | The Eels on the Cliff              |
| 40             | The Leopard                     |                                    |
|                |                                 |                                    |
| 41             |                                 | The Crocodile and the Butterfly    |
| 41             | The Silly Sharks                |                                    |
|                |                                 |                                    |
| 42             |                                 | The Magpies                        |
| 42             | Fred the Dandelion              |                                    |
|                |                                 |                                    |
| 43             |                                 | The Singing Grass                  |
| 43             | The Rhino and the Bird          |                                    |
|                |                                 |                                    |
| 44             |                                 | The Whispering Sand                |
| 44             | The Little Spider and the Rhino |                                    |
|                |                                 |                                    |
| 45             |                                 | The Snailhouse                     |
| 45             | Two Pigs                        |                                    |
|                |                                 |                                    |
| 46             |                                 | The Caterpillar and the Apple Tree |
| 46             | The Blue Dog and Green Cat      |                                    |
|                |                                 |                                    |
| 47             |                                 | The Amoebas                        |
| 47             | Five Little Birds               |                                    |
|                |                                 |                                    |
| 48             |                                 | The Cold Rabbit                    |
| 48             | The Fox and the Meteorite       |                                    |
|                |                                 |                                    |
| 49             |                                 | The Black Seal and the White Seal  |
| 49             | The Bear and the Penguin        |                                    |
|                |                                 |                                    |
| 50             |                                 | The Seahorses                      |
| 50             | The Torpedo Beetle              |                                    |
|                |                                 |                                    |
| 51             |                                 | The Meditating Mimosa              |
| 51             | The Happy Horse                 |                                    |
|                |                                 |                                    |
| 52             |                                 | The Big and Little Porcupine       |
| 52             | The Willow                      |                                    |
|                |                                 |                                    |